# Pyrellia vivida
Pyrellia vivida är en tvåvingeart som beskrevs av Robineau-desvoidy 1830. Pyrellia vivida ingår i släktet Pyrellia och familjen husflugor. Arten är reproducerande i Sverige. Inga underarter finns listade i Catalogue of Life.